# Сомино (озеро, Новгородская область)
Сомино — небольшое озеро в Валдайском районе Новгородской области. Расположено в 2,6 км к северо-западу от деревни Дворец. Площадь поверхности — 1,3 км². Площадь водосборного бассейна — 23,8 км². Высота над уровнем моря — 162,1 м.
Через озеро протекает река Чёрная, носящая при впадении название Орловка. Населённых пунктов на берегах озера нет. Берега заболоченные, в основном покрыты лесом.